# 金斯伯里科勒尼
金斯伯里科勒尼（英語：Kingsbury Colony）是位於美國蒙大拿州龐多雷縣的普查規定居民點。

## 人口
根據2020年美國人口普查的數據，金斯伯里科勒尼的面積為1.00平方千米，皆為陸地。當地共有人口96人，而人口密度為每平方千米96人。